# 萨达·威廉斯
萨达·威廉斯（Sada Williams，1997年12月1日—），巴巴多斯女子田径运动员，2022年世界田径锦标赛女子400米铜牌得主、2022年英联邦运动会女子400米金牌得主、2022年北美、中美及加勒比海田径锦标赛女子400米银牌得主。